# 79254 Tsuda
79254 Tsuda este un asteroid din centura principală de asteroizi.

## Descriere
79254 Tsuda este un asteroid din centura principală de asteroizi. A fost descoperit pe 23 decembrie 1994 la Kuma Kogen de Akimasa Nakamura. Asteroidul prezintă o orbită caracterizată de o semiaxă mare de 2,49 ua, o excentricitate de 0,10 și o înclinație de 2,6° în raport cu ecliptica.